# クラリン
クラリン（スペイン語: Clarín）は、アルゼンチンでもっとも発行部数が多い新聞（日刊紙・全国紙）。Clarínとは「ラッパ手」の意。

## 歴史
1945年8月28日、ロベルト・ノブレにより設立された。タブロイド判で発行されたアルゼンチン初の新聞のひとつである。本部はブエノスアイレスに所在する。国内数カ所で印刷され、全国に配布されている。売り上げの44%はブエノスアイレス。1996年に設立されたクラリンのウェブサイトは、今ではインターネットのスペイン語新聞の中でも最も閲覧されるサイトの1つとなっている。

## グルーポ・クラリン（クラリン・グループ）の他の事業
1996年にスポーツ紙としてオレ(Olé)を創刊し、夕刊紙としてラ・ラソン（La Razón）を発行している。1994年には雑誌Elleのアルゼンチン版を創刊した。また、テレビ局El Trece（チャンネル13）と3つのラジオ局を所有している。複数のマルチメディア・プロジェクトに参加している。